# Carl Melchior
Carl Melchior (13. oktober 1871 – 30. december 1933) var en tysk jurist, bankier og politiker. Han var leder af den tyske Finansdelegation ved fredsforhandlingerne i Versailles.

## Baggrund og karriere
Han blev født i Hamborg
- Indtræder i banken M.M. Warburg & Co som jurist (1902).
- Udnævnt til øverste Fuldmægtig (1911).
- Melder sig som frivillig ved udbruddet af 1.verdenskrig (1914).
- Bliver svært såret ved Metz og hjemsendes (1917).
- Arbejder for den tyske regerings Zentraleinkaufsgesellschaft (ZEG), hvis opgave det var at importere fødevarer.
- Indtræder som parthaver i M.M. Warburg & Co som første ikke-medlem af familien. (1917-). Han overtog parten fra Felix Warburg, der, da denne var blevet amerikansk statsborger i 1907, ved USA's indtræden i krigen ikke længere kunne være parthaver.
- Medstifter af Hamborg-Marokko Societetet, en enhed oprettet for at fremme tysk minedrift i Marokko og udvide de økonomiske aktiviteter i dette land, hidtil domineret af franske forretnings interesser.
- Melchior udstak sammen med Max Warburg i de følgende år bankens succesfulde kurs. Han havde andre indflydelsesrige hverv, f.eks blev han i 1922 bestyrelsesformand for den Hamburg baserede, pharmaceutisk-relatede forbruger produkts gigant Beiersdorf AG.
- Grundlægger Det Udenrigspolitiske Institut ved Hamborgs Universitet, som stadig eksisterer. (1923).

Hans voksende indflydelse i Tysklands økonomiske cirkler førte til, at han blev udnævnt til Tysklands repræsentant ved Folkeforbundets Finans-Komité (1926).
- Komitéens formand (1928).
- Medlem af bestyrelsen for Den internationale Betalingsbank (Bank for International Settlements -BIS) i Basel,Schweiz efter dennes oprettelse (1930).

Hans arbejde førte til at han blev venner med den britiske økonom John Maynard Keynes.

## Politik
Melchior stod Det Tyske Demokratiske Parti nær. Han medvirkede ved stiftelsen af det uden dog at beklæde nogen hverv. 
Han var leder af den tyske finanspolitiske delegation ved fredforhandlingerne i Versailles. Han kunne under disse forhandlinger ikke få sit synspunkt igennem og forlod forhandlingerne i utide som protest mod de i hans øjne umulige betingelser.
I 1921 anså Melchior det for tilrådeligt for landet at acceptere betingelserne, idet han sagde: " Vi kan komme igennem de første 2 eller 3 år ved hjælp af udenlandske lån. Til den tid vil udenlandske magter have forstået, at disse store erstatninger kun kan komme til veje gennem stor eksport, og den vil ødelægge handelen i England og USA, så kreditorerne helt af sig selv vil komme til os og bede om modifikation. "
I årtiet spillede Melchior en stadig mere prominnent rolle i forhandlingerne, og han fik anerkendelse vidt og bredt for at beherske både de finansielle og juridiske aspekter af sagen.
Melchior var en af de finanspolitikere, som gentagne gange afviste at blive finansminister. Hans råd var efterspurgt. Fx fandt der under besættelsen af Ruhr i 1923 et tredages møde sted i Berlin mellem Melchior, rigskansler Wilhelm Cuno, udenrigsminister Frederic von Rosenberg og John Maynard Keynes (repræsentant for den britiske regering).

## Ekstern henvisning
- Wikimedia Commons har flere filer relateret til Carl Melchior